# UVSE Vízilabda Sportegyesület
Az UVSE Vízilabda Sportegyesület egy magyar vízilabdaklub, Újpest vízilabdacsapata, melynek székhelye Budapesten található. Jelenleg az  E.ON férfi OB I-ben, a magyar első osztályban szerepel.
Hazai mérkőzéseit a Margit-szigeti Hajós Alfréd Sportuszodában játssza.

## Klubtörténet
Az UVSE Vízilabda Sportegyesület 2008-ban alakult önálló csapattá, addig az utánpótlásban szerepeltették a náluk szereplő fiatalokat. Miután az UTE vízilabda szakosztálya megszűnt, az UVSE az ott klub nélkül maradtaknak is versenyzési szereplést biztosított. A klub ekkor még Újpest Vízilabda Utánpótlás Sportegyesület néven működött.
A klub központja a Margit-szigeten van, edzéseiket a Hajós uszodában tartják. Szinte minden korosztályban indít csapatot az UVSE, felnőtt csapatuk pedig az első osztályban szerepel.
Az egyesület az ország egyik legsikeresebb utánpótlásbázisa. Felnőtt csapatuk 2014-ben jutott fel az OB I-be és azóta folyamatosan ott szerepelnek.

## Eredmények
OB II
- 2010–11: 1. helyezés

OB IB
- 2011–12: 6. helyezés
- 2012–13: 7. helyezés
- 2013–14: 1. helyezés

OB I
- 2014–15: 12. helyezés
- 2015–16: 13. helyezés
- 2016–17: 13. helyezés
- 2017–18: 15. helyezés
- 2018–19: 13. hely
- 2019–20: –
- 2020–21: 7. helyezés
- 2021–22: 12. helyezés
- 2022–23: 10. helyezés

## Vezetőedzők
- Keszthelyi Tibor (2010–2011)
- Besenyei Attila (2011–2012)
- Kis István (2012–2013)
- Németh Zsolt (2013–2018)
- Benedek Tibor (2018–2020)
- Vincze Balázs (2020–)